# Milenge (Distrikt)
Milenge ist einer von zwölf Distrikten in der Provinz Luapula in Sambia. Er hat eine Fläche von 6141 km² und es leben 56.540 Menschen in ihm (2022). Seine Hauptstadt ist Milenge.

## Geografie
Der Distrikt liegt etwa 350 Kilometer nördlich von Lusaka. Er liegt im Osten auf einer Höhe von knapp 1200 m. Die Südgrenze zur Demokratischen Republik Kongo wird durch den Fluss Luapula gebildet, ein Teil der West- und Nordgrenze durch den Lwela.
Der Distrikt grenzt im Westen an den Distrikt Chembe, im Norden an Mansa, im Osten an Samfya und im Süden an Haut-Katanga in der Demokratischen Republik Kongo.
Milenge ist in 13 Wards aufgeteilt:
- Chipundu
- Chiswishi
- Fibalala
- Itemba
- Kapalala
- Lusumbwe
- Mikula
- Milambo
- Mulumbi
- Mumbotuta
- Nsaka
- Nsunga
- Sokontwe

## Wirtschaft
Weite Teile des Distrikts sind von den südlichen Ausläufern der Bangweulusümpfe bedeckt. Landwirtschaft und Fischerei sind die wichtigsten Einnahmequellen. Angebaut werden vor allem Kassava, Hirse und Mais. Es gibt 500 Imker, die 2004 fünf Tonnen Honig produzierten. Es ist ein armer und unterentwickelter Distrikt. Bei Milambo gibt es ein großes Maisanbaugebiet.

## Infrastruktur
Eine 160 Kilometer lange, nicht geschotterte Straße führt nach Mansa. Der Weg nach Ndola im Copperbelt ist 130 Kilometer lang und für Verkäufe der am meisten genutzte. In Lwela Mission gibt es ein einfaches Krankenhaus für den gesamten Distrikt.